# Cantaperdiu
El Cantaperdiu és una muntanya de 497 metres que es troba al municipi de Sanaüja, a la comarca catalana de la Segarra.